# Cultul Creștin Penticostal din România

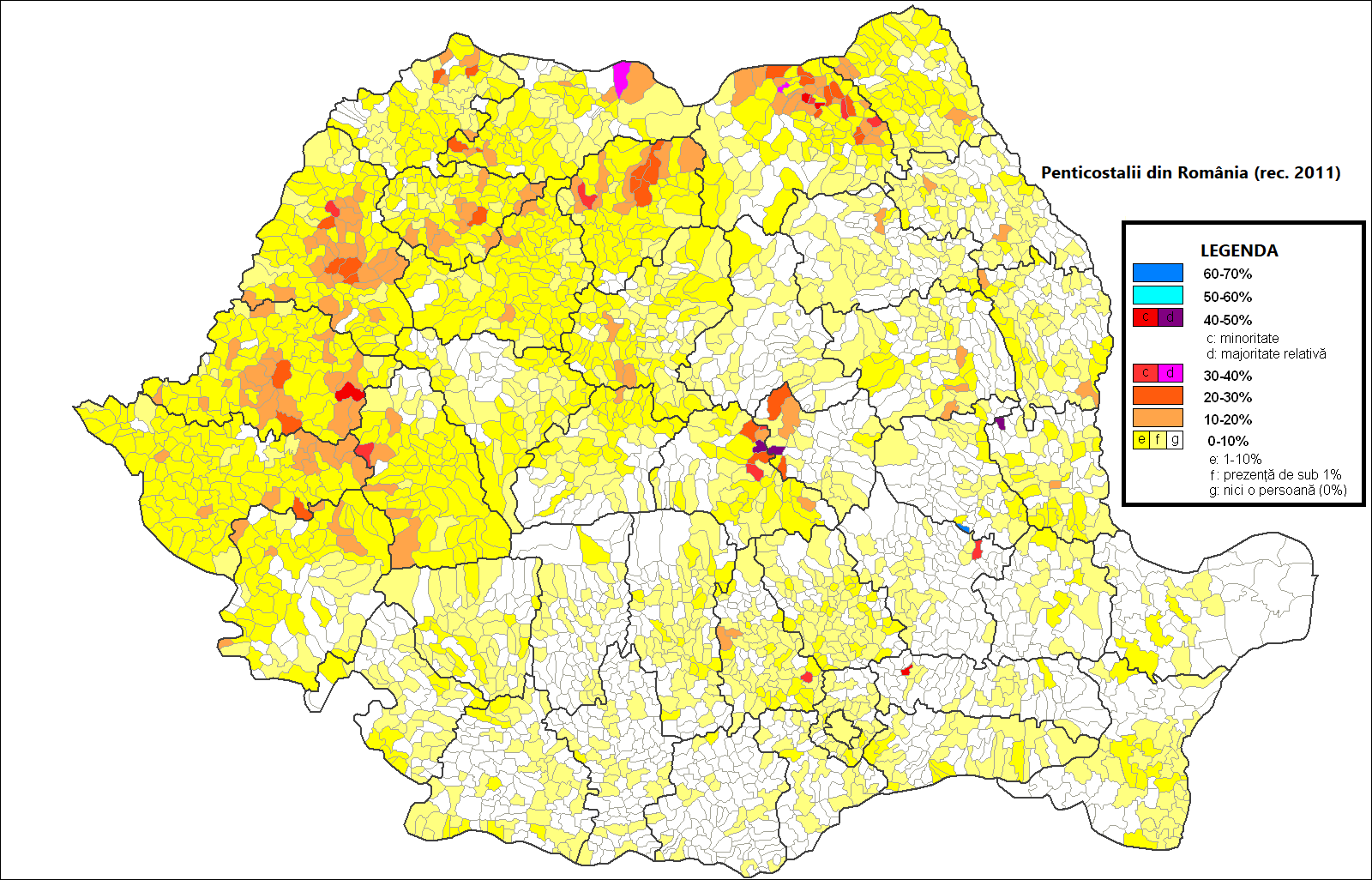
Penticostalii din România (2011)

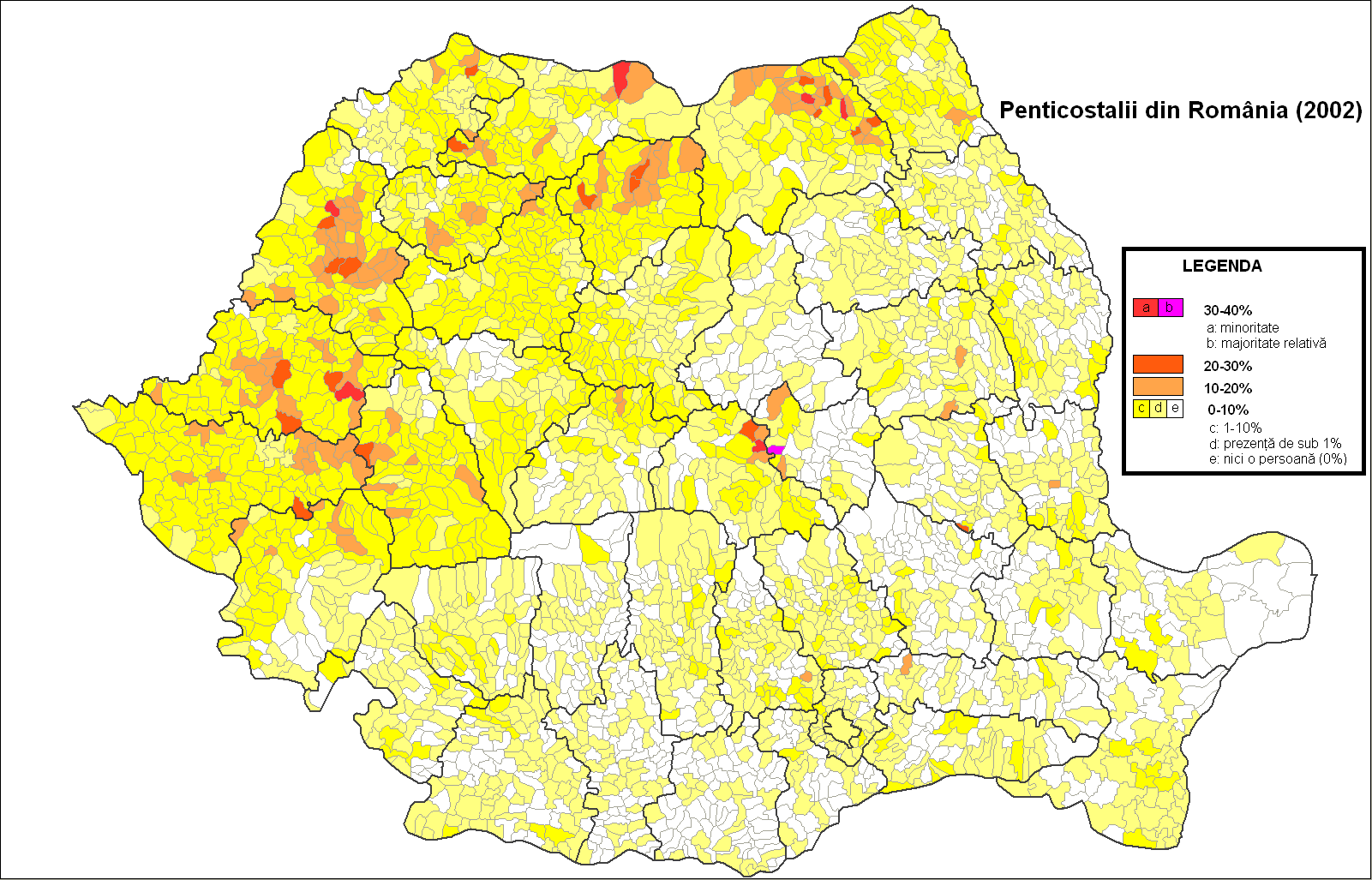
Proporția credincioșilor penticostali din România, pe comune și orașe (2002)

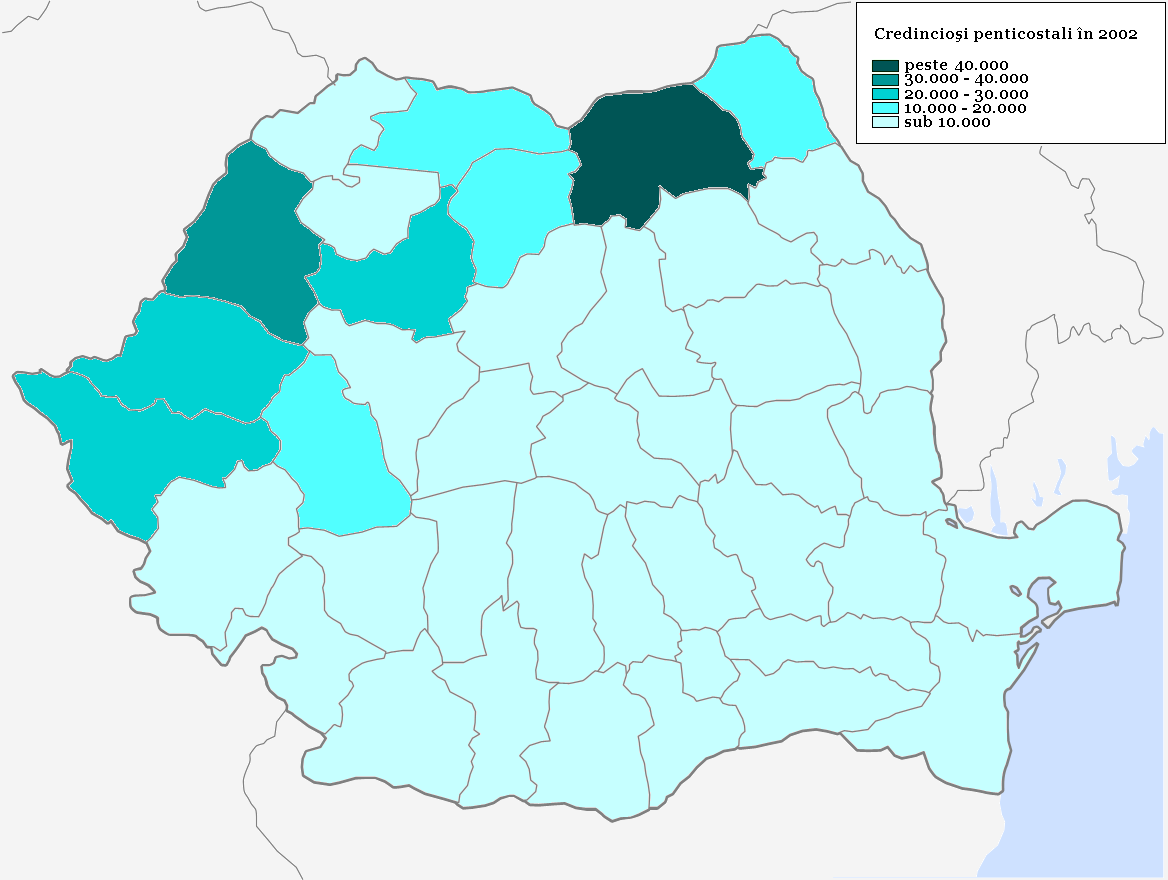
Numarul credincioșilor penticostali din România, pe județe
(2002)

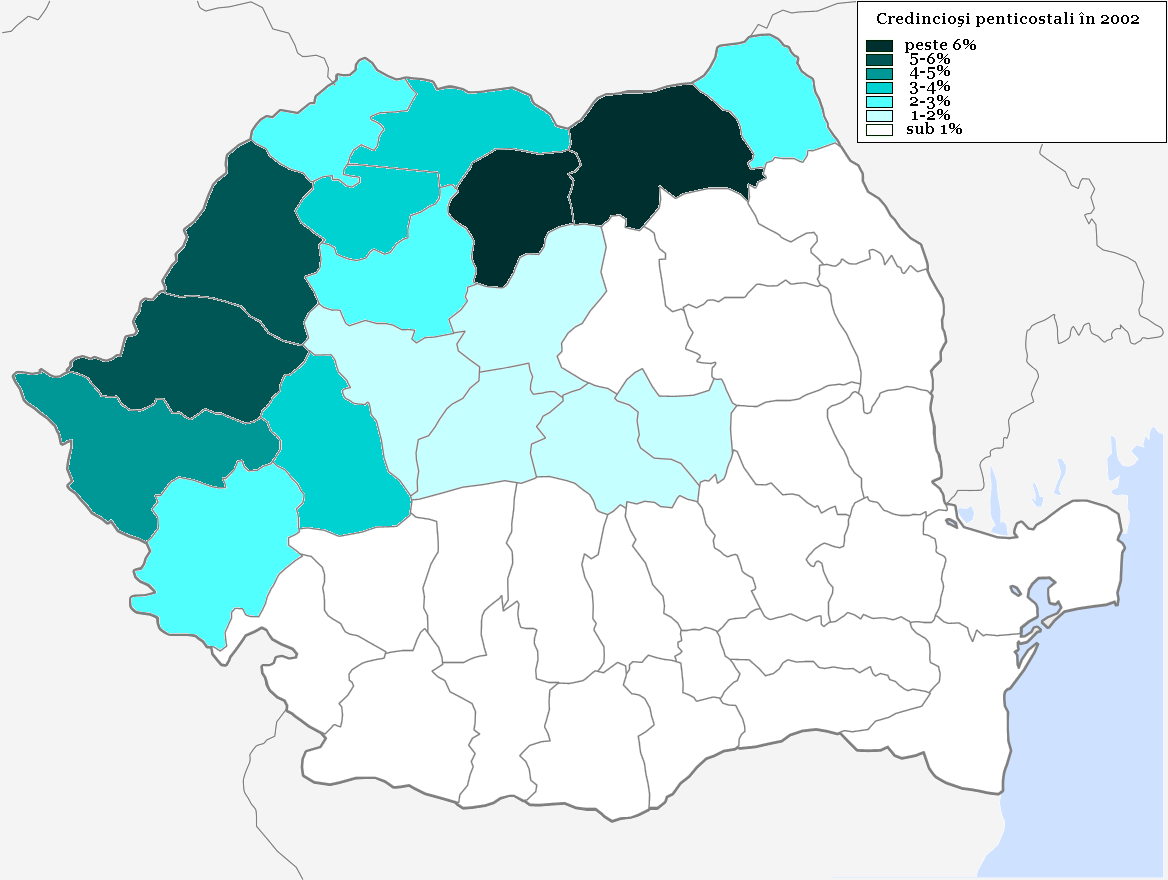
Proporția credincioșilor penticostali din România, pe județe
(2002)

Cultul Crestin Penticostal este unul dintre cultele creștine neoprotestante recunoscute oficial în România. Potrivit recesamantului din 2022 numara peste 404.000 de adepți. Potrivit rezultatelor recensământului din 2011, penticostalii numărau 367.938 de adepți, adică 1,9% din populație. Penticostalii reprezintă a patra confesiune ca mărime, după ortodocși (85,9%), romano-catolici (4,6%) și reformați (3,2%).

## Istoric

### Primele biserici penticostale române
În SUA primele biserici penticostale românești se pare că au fost înființate pe la 1921-1922, în Michigan și Ohio. O biserică a existat și în Detroit, unde a fost tipărită o carte de cântări în limba română. Emigrantul român din America Pavel Budeanu (1886-1961) din Akron, Ohio a fost prezent la fondarea cultului penticostal în Asuza Street, California în 1906. Revenit în România, în 1922, s-a întâlnit cu Gheorghe și soția sa Persida în Cuvin, satul natal al lui Gheorghe Bradin. În vara acelui an Persida Bradin s-a însănătoșit după o boală, fapt pus de cei doi soți pe seama unei rugăciuni personale, fapt care a avut consecințe serioase asupra teologiei celor doi, care au ajuns convinși că Dumnezeu face minuni și botează cu Duhul Sfânt conform evenimentelor descrise în Faptele Apostolilor. Legătura cu alți penticostali din America, în special cu Pavel Budeanu, a consolidat credința soților Bradin, astfel că la 10 septembrie 1922 Bradin a deschis prima casă de rugăciune penticostală din România, la Păuliș, renunțând să mai frecventeze biserica baptistă. La scurtă vreme li s-au alăturat alți credincioși baptiști, încât pe la sfârșitul anului 1922 adunarea penticostală din Păuliș număra circa 30 de persoane. Pe 3 iunie 1923 au avut loc primele experiențe tipic penticostale ale acestui grup: 8 persoane au fost botezate cu Duhul Sfânt.

### Începuturile mișcării penticostale din România
Deși există tradiții orale despre diverse manifestări penticostale (în speță, glosolalie) în zona Mediaș (Dârlos) sau în zona Bucovinei (Vicovu de Sus) înainte de Primul Război Mondial, nu există informații scrise cu privire la ele. Personajul fondator al penticostalismului românesc este considerat Gheorghe Bradin din Cuvin, Arad. Deși Bradin n-a fost un om educat, a ținut un jurnal (rămas până astăzi inedit) în care a notat informații extrem de utile pentru reconstituirea convertirii sale. La 19 ani Bradin a aflat prima dată de existența unor denominațiuni „neoprotestante”, în speță adventiștii de ziua a șaptea și baptiștii. În 1914, când avea vârsta de 19 ani, a intrat, mânat de curiozitate, într-o biserică baptistă, unde a avut experiența convertirii.
În iunie 1922 Gheorghe Bradin s-a rugat pentru vindecarea soției sale care suferea de tuberculoză și hidropizie; ea a fost vindecată. Bradin a trimis o scrisoare la o adresă găsită în cartea de cântări. În septembrie 1922 a primit un răspuns de la Budeanu și a hotărât să deschidă prima biserică penticostală din România în Păuliș, ceea ce a făcut pe 10 septembrie 1922. La sfârșitul anului 1922 această biserică avea 30 de membri. În februarie 1923 a fost fondată o noua biserică penticostală în localitatea Cuvin de lângă Păuliș, în casa soților Vasile și Persida Semenascu; din ea făceau parte alți trei credincioși. Persida Semenascu era la acea vreme prima româncă penticostală botezată. Pe 3 iunie 1923 atât Persida, cât și Bradin au fost botezați.

## Excluderea din Biserica Ortodoxă
Primul persecutor al penticostalilor din România a fost preotul ortodox din Păuliș, Cornel Popescu, care a determinat autoritățile locale din Radna să interzică noua religie. În 1923, Bradin, conducător fiind al noii asociații religioase, și Dumitru Stoi, secretar general, au protestat și au cerut să fie respectată libertatea religioasă. Pretorul din Radna a trimis cererea lor prefectului județului Arad care a trimis-o Ministrului Cultelor. 
Un oponent mult mai influent și mai înverșunat a fost viitorul episcop al Aradului, Grigore Comșa, care îi detesta în egală măsură pe baptiști și pe penticostali. Acesta din urmă a lăsat în urmă o bogată colecție de scrieri „antisectare”, în care îi menționează și pe penticostali. Autorul Noii călăuze pentru cunoașterea și combaterea sectelor se arăta încrezător că în afară de cele două biserici deschise (la Păuliș și Cuvin), penticostalii nu vor mai crește numeric.
În primele decenii de existență, mișcarea penticostală din România a fost în mod repetat trecută în rândul sectelor sau asociațiilor religioase interzise. Astfel, decizia 5734 din 29 ianuarie 1925 a Ministerului cultelor declară la art. 1: „Sunt cu desăvârșire oprite asociațiile cu caracter religios /secte religioase/: 1. nazarinenii / pocăiții /, 2. asociația internațională a studenților în Biblie /mileniști/, 3. adventiștii reformiști, 4. secerătorii, 5. penticostaliștii, 6. inochentiștii, întrucât doctrinele pe care le propagă sunt de natură a aduce atingere legilor și instrucțiunilor statului și prin practicile lor contravin ordinii publice”. La fel, regulamentul sectelor religioase din 11 iunie 1938 trece cultul penticostal în rândul asociațiilor religioase interzise.
În 1924, Budeanu a fost trimis în misiune în România. A adus cu sine cartea de cântări menționată mai sus și a oficiat primul botez penticostal în apa din România în râul Mureș, aproape de Pǎuliș, pe data de 16 octombrie 1924 la ora 10 dimineața, în mod clandestin. Conform celor spuse de T. Șandru, cu această ocazie a fost făcută și prima fotografie cu biserica din Pǎuliș. Pe fotografie s-a scris data și numele bisericii — "Biserica lui Dumnezeu". În conformitate cu alte informații, Budeanu a lucrat în acele vremuri cu American Assemblies of God, începând să lucreze cu American Church of God abia din anul 1943.
Pavel Budeanu a fost arestat de jandarmi în satul Nădab, județul Arad, și escortat la prefectura din Chișineu-Criș. Așa a experimentat în mod personal persecuția și și-a ajutat frații printr-o rudă a sa, care era avocat la București. Acesta a trimis prima petiție la Ministerul Cultelor prin care se cerea recunoașterea Asociației Penticostale. Petiția a fost semnată de 50 de membri ai celor două biserici penticostale din Pauliș și din Cuvin, în frunte cu președintele Bradin și cu secretarul general Stoi.
(Fundalul baptist al Mișcării Penticostale din Romania  este ilustrat cu numele de baptiști penticostali folosiți în acea petiție. Din păcate, Dr. Alexa Popovici, în cartea sa "Istoria Baptiștilor din România", prezintă aparitia Bisericii Penticostale plecând de la multe informații false și cu resentimente amare. Cu excepția a câtorva aspecte ale pneumatologiei, penticostalii și baptiștii români au aceași doctrinǎ.)

Petiția din 1924 a determinat scrierea primei Declarații de Credință a Bisericii Penticostale din România.  Ministerul Cultelor nu a răspuns în mod direct, însă decizia sa a fost prezentată în paragraful 5 al Hotărârii Nr. 5734 / 29 ianuarie 1925: 
| “ | Secta penticostalilor cu aderenții exclusiv din satele Pauliș și Cuvin (jud. Arad) este condusă în mod exclusiv de către Gh. Bradin. Doctrina este publicată în cele 14 pagini ale broșurii numite "Declarația Fundației Adevărate". Noi o interzicem, pentru că doctrina sa nu este împărțită (îmbrățișată) de catre toți membrii ci doar de câteva persoane inițiate și pentru că această (sectă) nu prezintă garanții suficiente că ar respecta articolul 22 al Constituției. | ” |

Această decizie oficială a fost publicată în ziare și a fost răspândită în toată România.  A fost primul document oficial tipărit despre penticostalii din România  și care, contrar scopului său, a ajutat mult ca penticostalismul să fie propagat, în sensul că a făcut ca mulți oameni să fie interesați în a cunoaște această doctrină, iar Gh. Bradin a primit în Pauliș multe scrisori și vizite din diferite părți ale României. In 1926 erau deja șase biserici penticostale în județul Arad: Pauliș, Cuvin, Arad (Micalaca), Maderat, Pancota, Soimoș.
În 1925, Episcopul ortodox al Aradului, Dr. Grigorie Comșa, a început o acțiune împotriva penticostalilor, fiind cel mai mare dușman al lor (1925 - 1937). Totuși în paginile pe care le-a scris despre penticostalismul românesc în "Noua călăuză pentru cunoașterea și combaterea sectelor" a demonstrat o bogată și corectă informație în comparație cu istoricul baptist Alexa Popovici. Comșa era fericit că erau doar două biserici penticostale și era sigur că numărul lor nu va mai crește. Episcopul Comșa într-o petiție trimisă prefectului de Arad, în 1926, i-a acuzat pe penticostali de fanatism și că erau instrumente ale comuniștilor. El a cerut represalii și de asemenea să fie intentat un proces împotriva penticostalilor, care chiar a avut loc. Gheorghe Bradin din Pauliș și Ilie Gavril din Toimoș au fost arestați și trimiși în fața Curții Marțiale din Sibiu și de acolo la Timișoara, unde au fost eliberați pentru că nu era nici un motiv pentru ca să fie judecați".
Nici autoritățile statului și nici o biserică ortodoxă nu a menționat, însă, că o mică mișcare penticostală săsească, a luat ființă în jurul orașului Mediaș, din Transilvania. Această trezire penticostală în mijlocul sașilor luterani din Transilvania a început în anul 1919 la Dârlos, prin intermediul unor săsoaice baptiste care au fost influențate de o penticostală venită din SUA. Michael Thellmann a fost botezat cu Duhul Sfânt în anul 1923 și a primit botezul în apă în 1927 la Viena (Austria), în timpul Conferinței Penticostale, unde l-a întâlnit pe misionarul suedez penticostal George Steen. Mai târziu, Steen a vizitat România  și l-a ordinat pe Thellmann ca pastor al bisericilor penticostale săsești (Darlos, Curciu, Boian etc.). Se pare că Thellmann avea să devină unul dintre cei mai importanți păstori penticostali ai minorităților etnice din acel moment.
Autoritățile române au fost indiferente față de mișcarea penticostală din mijlocul maghiarilor. În anul 1997 Biserica Penticostală Maghiară din Timișoara și-a celebrat cei 70 de ani de la înființare (1927 - 1997).
Conform lui C. Cuciuc, "independent de mișcarea penticostală din Banat și Transilvania, o româncă care a venit din SUA a început să răspândească învățătura penticostală în Bucovina."

## Recunoașterea oficială de către statul comunist
Ca o condiție pentru recunoașterea oficială, autoritățile comuniste au cerut celor trei grupări penticostale din România să convină asupra unui statut comun. Potrivit unui document publicat în Istoria comunismului din România, pe 2 noiembrie 1948 cele trei fracțiuni penticostale ajunseseră la un acord în vederea prezentării unui statut unic, dar tratativele s-au întrerupt, astfel că pe 4 noiembrie 1948, în ultima zi pentru depunerea statutelor, au fost depuse doar două documente: unul al „Bisericii Apostolice”, prezidată de Gheorghe Bradin și având 500 case de rugăciune, și unul al „Creștinilor botezați cu Duhul Sfânt și Ucenicii Domnului”, dispunând de 200 case de rugăciune și având ca lideri pe Caraman, Cojocaru, Jiloveanu și Izbașa.

## Evoluție demografică
Într-un articol despre confesiunile neoprotestante din România în perioada 1945–1965 cercetătorul Gheorghe Modoran arăta că penticostalii crescuseră de la 3.061 în 1948 la 53.691 în 1958, adică de peste 17 ori. Evoluția numerică a penticostalilor în anii 1948-1958 se prezintă după cum urmează: 3.061 (1948); 33.274 (1950); 21.000 (1952); 41.944 (1954); 47.012 (1956); 53.691 (1958).
Potrivit recensământului din 2002, cultul penticostal număra în România 324.462 de membri, fiind astfel, ca mărime, a patra biserică din România (după cea ortodoxă, romano-catolică și calvină) și a doua biserică protestantă (după cea calvină). Din punct de vedere etnic, credincioșii sunt în majoritate români (85,2%), fiind urmați de țigani (rromi) cu 10,6%, ucraineni cu 1.9%, maghiari (unguri) cu 1.8%, slovaci cu 0,2%, germani cu 0,2% și alte grupuri etnice (sârbi, evrei, lipoveni etc) cu 0,1%.

## Organizare
Conform statutului, Cultul Creștin Penticostal este alcătuit din bisericile locale (cu minimum 10 membri) organizate sub forma comunităților regionale sau etnice. O comunitate regională ar fi, în limbaj ortodox, echivalentă cu o episcopie (sau eparhie). În afara comunităților din țară, există câteva comunități penticostale în diaspora. Tot din Cultul Penticostal fac parte Institutul Teologic Penticostal și Casa de Pensii și Ajutoare. Organismele de conducere a Cultului sunt Adunarea generală, Consiliul bisericesc și Comitetul executiv (alcătuit din nouă membri). Adunarea generală, care se reunește la fiecare patru ani, este alcătuită din toți pastorii în exercițiu și din delegați (câte unul la 1.500 de membri), de preferință aleși dintre prezbiteri și diaconi. Statutul adoptat în 2008 stipulează că numărul membrilor din Consiliul Bisericesc este de 31, dar numărul a crescut recent, pe fondul modificării regulamentului electoral. Comitetul executiv este alcătuit din nouă membri.

## Instituții de învățământ
Învățământul preuniversitar cuprinde șapte licee penticostale, în următoarele localități: Arad, Baia Mare, București, Oradea, Pitești, Suceava, Timișoara. Slujitorii cultului sunt pregătiți prin Institutul Teologic Penticostal, înființat în 1976 ca seminar, sub conducerea lui Trandafir Șandru. În 1992, Seminarul a fost recunoscut ca Institut Teologic de Grad Universitar, prin Hotărâre de Guvern. Procesul acreditării a început în 1998, când Institutul a fost autorizat să funcționeze provizoriu. Acreditarea a fost obținut după zece ani, prin Legea nr. 194 din 21 octombrie 2008. La Arad (în Universitatea „Aurel Vlaicu”), una dintre specializările Facultății de Științe Umaniste și Sociale se intitulează „Teologie penticostală didactică” (3 ani/zi) și este acreditată, avand totodată si program de master în teologie publică și program de doctorat.